# 피차노
피차노(이탈리아어: Picciano)는 이탈리아 아브루초주 페스카라도에 위치한 코무네다.